# 三河稲荷神社
三河稲荷神社（みかわいなりじんじゃ）は、東京都文京区本郷にある神社である。旧・本郷元町一丁目、二丁目の鎮守。

## 祭神
- 宇迦之御魂神

## 由緒
三河国碧海郡上野庄稲荷山（現在の愛知県豊田市）に鎮座していた稲荷神社の末社を、天正18年（1590年）に徳川家康が戦勝祈願が叶う自身の御守りとして江戸入府の際に吹上に奉遷。さらに慶長11年（1606年）大縄地氏神としてのちの本郷元町の地に奉遷。1893年（明治26年）3月本郷給水所設置により、現在地に遷座。

## 氏子地域
本郷一丁目1番 - 20番、26番
本郷二丁目2番 - 7番、15番 - 24番
※本郷二丁目は湯島天満宮と一部氏子地域が重複するが、氏子自体は分立している。

## 所在地情報
所在地
東京都文京区本郷二丁目20番5号
交通
- 鉄道
  - 本郷三丁目駅（東京メトロ丸ノ内線・都営地下鉄大江戸線）下車徒歩5分